# دماسنج طبی

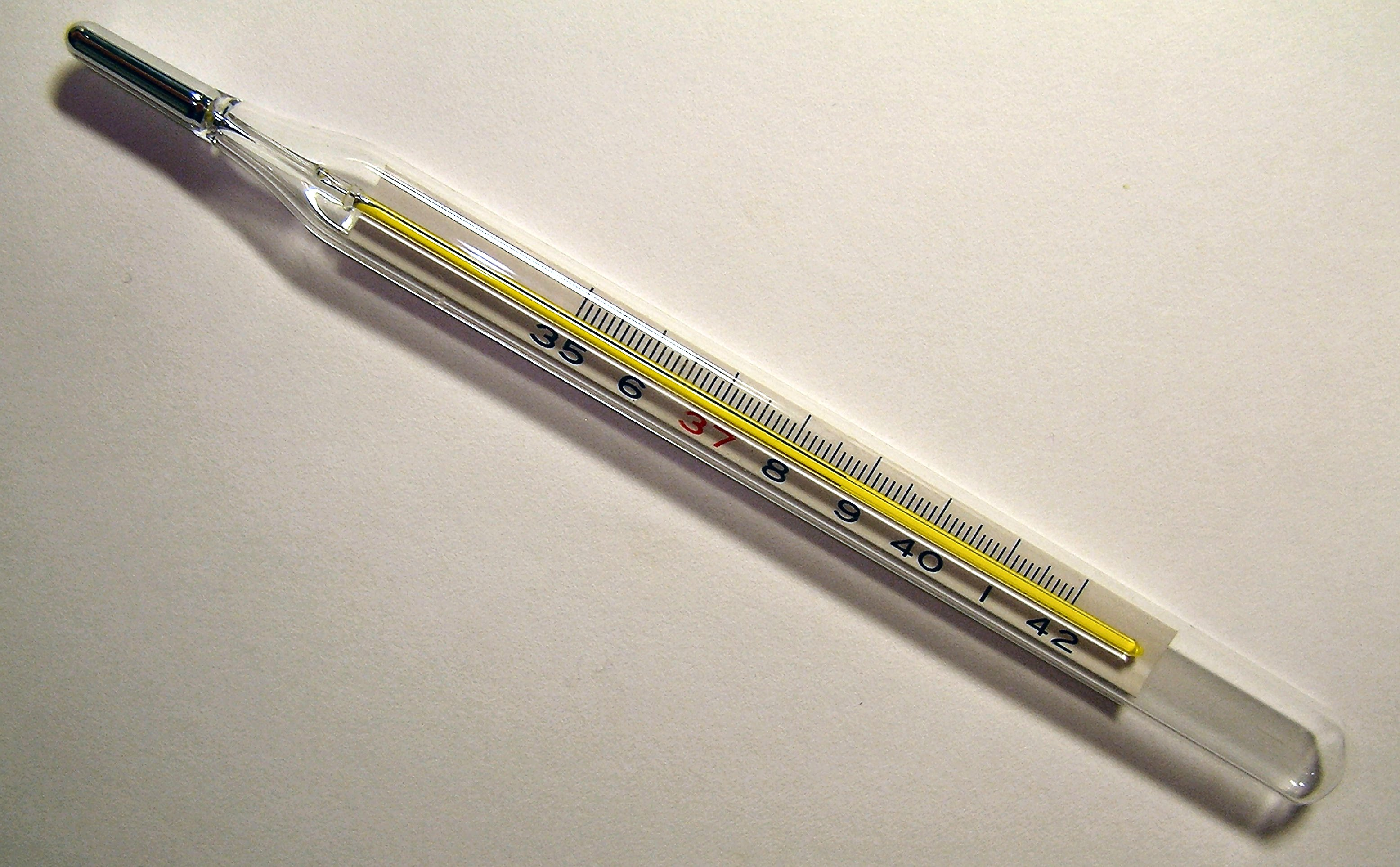
تب سنج جیوه ای (دماسنج طبی)

دماسنج پزشکی برای سنجش دمای بدن بیماران به کار می‌رود. معمولاً این دماسنج دارای مخزن جیوه و استوانه شیشه‌ای مدرج است که از ۳۵ تا ۴۲ درجه‌بندی شده‌است (در مقیاس سلسیوس). دماسنج در زیر زبان، زیر بغل یا مقعد قرار می‌گیرد. البته سنجش دمای بیمار از پیشانی یا پرده صماخ نیز قابل انجام است. امروزه از دماسنج‌های دیجیتال نیز استفاده می‌شود.
دمای رکتوم نزدیکترین دما به دمای مرکزی بدن است.
- دماسنج